# Francoska solata
Francoska solata je klasična zelenjavna solata s krompirjem, korenjem, kislimi kumaricami, grahom, jajci in majonezo. Ta solata je bila prvič javnosti predstavljena v Moskvi okoli leta 1860. Izumil jo je Belgijec (za katerega se je verjelo, da je v bistvu Francoz) po imenu Lucien Olivier, ki je v tistih časih imel v Moskvi pariško restavracijo po imenu Hermitage. Od tod tudi ime francoska solata, ki pa je v svetu znana pod imenom "Russian salad" oz. ruska solata. 
Najdemo jo skoraj v vsaki samopostrežni restavraciji in na mizah družin med novoletnimi prazniki.

## Predpriprava
Krompir operemo in olupljenega ter narezanega na manjše kose skuhamo v vreli vodi. Korenček in grah operemo in ločeno kuhamo v slani vodi. Zelenjavo lahko uporabimo zamrznjeno, najbolje pa je, če uporabimo kar svežo z vrta, če ga seveda imamo. Vmes ali prej skuhamo jajca, ki jih olupimo ter pustimo stati približno 8 do 10 minut. Majonezo lahko naredimo sami ali pa kar uporabimo kupljeno iz trgovine.
Bolje je, če kuhate krompir in zelenjavo v pari.

## Priprava in »finese«
Zelenjavo, ki mora biti narezana na majhne koščke, zmešamo v loncu ali posodi ter dodamo jajca in majonezo. Zmešana naj bo z žlico, saj tako zelenjava ostane na približno isto velikih koščkih. Zelenjava v posodi mora biti približno iste temperature, saj tako majoneza ne dobi nezaželene rumene barve in ostane bela. Za boljši okus lahko dodamo ščepec soli, malce belega ali črnega popra in malo limoninega soka po okusu.

## Serviranje
Najbolje je, če solato ponudimo poleg mesnih jedi, servirana pa naj bo na krožniku ali pa v manjših posodicah s primerno dekoracijo.